# Windy City Riot
Windy City Riot fue un evento de lucha libre profesional producido por la empresa New Japan Pro-Wrestling (NJPW), que tuvo lugar el 16 de abril de 2022 desde el Odeum Expo Center en Chicago, Illinois.

## Producción
El evento fue anunciado el 1 de febrero, marcando el debut de NJPW en la ciudad de Chicago luego de una inmensa demanda popular.

## Resultados
En paréntesis se indica el tiempo de cada combate:
- Dark match: CHAOS (Rocky Romero & Wheeler Yuta) derrotaron a The DKC y Kevin Knight (9:30).
- The Factory (QT Marshall, Nick Comoroto & Aaron Solow) derrotaron a L.A. Dojo (Karl Fredericks, Yuya Uemura & Clark Connors) (11:56).
  - Marshall cubrió a Uemura después de un «Diamond Cutter».
- Fred Rosser, Josh Alexander, Alex Coughlin, Ren Narita y Chris Dickinson derrotaron a Team Filthy (Royce Isaacs, Jorel Nelson, JR Kratos, Black Tiger & Danny Limelight) (13:50).
  - Rosser forzó a Tiger a rendirse con un «Crossface Chickenwing».
- Tom Lawlor derrotó a Yuji Nagata y retuvo el Campeonato de Peso Abierto STRONG (13:57).
  - Lawlor cubrió a Nagata después de un «Strangle Knee».
  - Originalmente, la lucha no era por el título.
- United Empire (Aaron Henare, Jeff Cobb, Great-O-Khan, TJP, Kyle Fletcher & Mark Davis) derrotaron a Bullet Club (El Phantasmo, Hikuleo, Chris Bey, Karl Anderson, Doc Gallows & Scott Norton) (11:58).
  - Fletcher cubrió a Bey después de un «Corealis».
- FinJuice (David Finlay & Juice Robinson) y Brody King derrotaron a TMDK (Jonah & Shane Haste) y Bad Dude Tito en un Chicago Street Fight (24:11).
  - Finlay cubrió a Jonah con un «Pinfall».
- Jay White derrotó a Shota Umino (15:45).
  - White cubrió a Umino después de un «Bladerunner».
- Tomohiro Ishii derrotó a Minoru Suzuki (18:46).
  - Ishii cubrió a Suzuki después de un «Vertical Drop Brainbuster».
  - Después de la lucha, Eddie Kingston retó a Ishii a una lucha.
- Jon Moxley derrotó a Will Ospreay (21:24).
  - Moxley forzó a Ospreay a rendirse con un «Bulldog Choke».
  - Después de la lucha, Moxley desafió a Hiroshi Tanahashi a una lucha.